# سینوپسیس

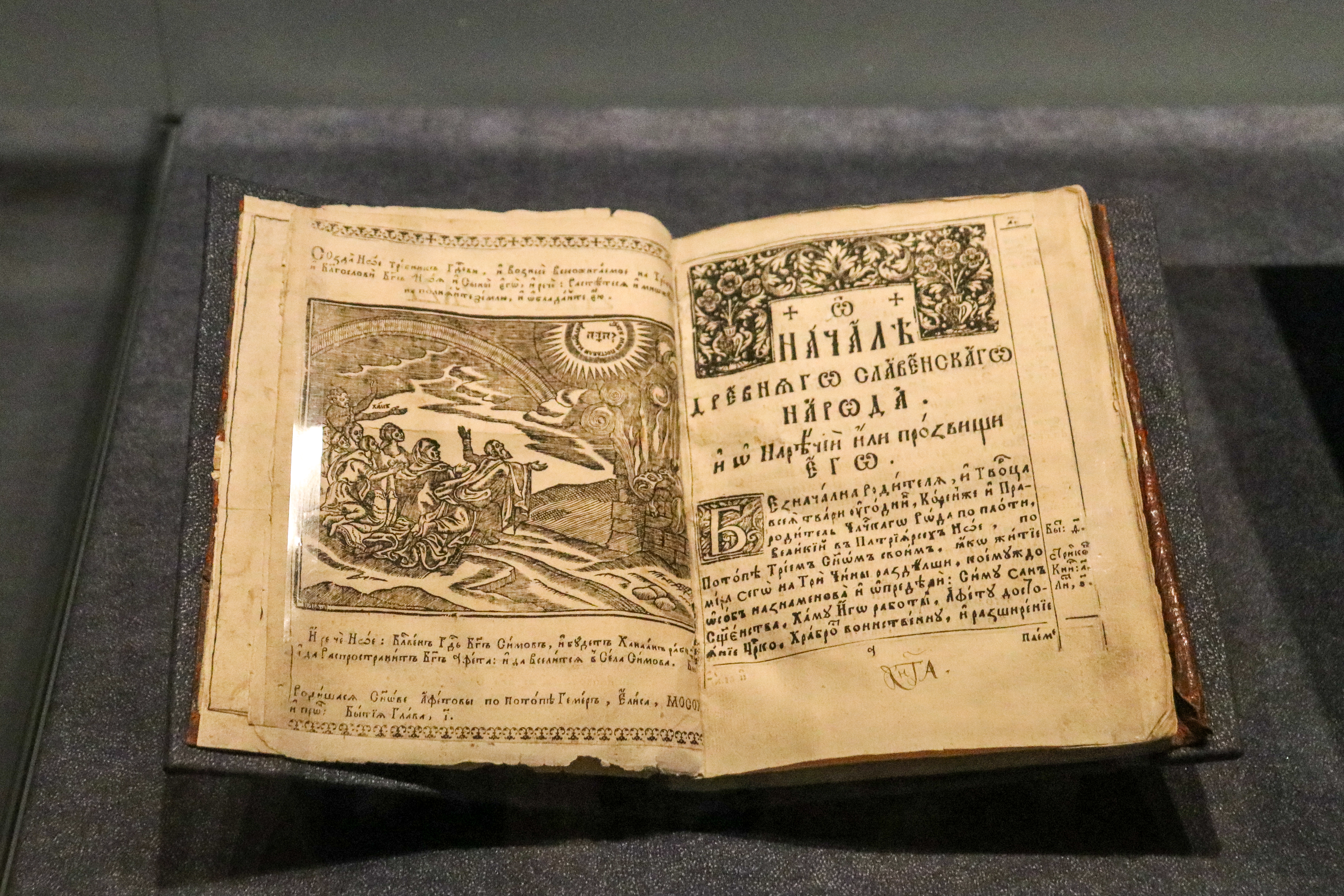
کتاب سینوپسیس

سینوپسیس همچنین به عنوان شناخته شده سینوپسیس کی‌یفی (به روسی: Синопсис, албо Краткое описание о начале русскаго народа) اثری تاریخی است که برای اولین بار در کی‌یف در سال ۱۶۷۴ منتشر شد. آن را تفسیر تاریخی از مفهوم مسیحی زمان در روایت آفرینش، هبوط و رستگاری می‌دانند. همچنین هدف از نگارش آن را توجیهی برای سیاست پی گرفته شده در پیمان پریاسلاو دانستند که منجر به ضمیمه شدن کازاکها به روسیه تزاری شد.
پیوستی از این کتاب شامل لیست شاهزادگان و ویوده‌های لهستانی در روسیه کوچک، کازاک و شهرستان‌های کی‌یفی است.